# Marsilea paradoxa
Marsilea paradoxa là một loài dương xỉ trong họ Marsileaceae. Loài này được Diels mô tả khoa học đầu tiên năm 1906.
Danh pháp khoa học của loài này chưa được làm sáng tỏ. 